# Сенак
Сенак (фр. Cénac) насеље је и општина у југозападној Француској у региону Аквитанија, у департману Жиронда која припада префектури Бордо.
По подацима из 2011. године у општини је живело 1856 становника, а густина насељености је износила 247,47 становника/km². Општина се простире на површини од 7,5 km². Налази се на средњој надморској висини од 75 метара (максималној 82 m, а минималној 7 m).

## Демографија
| 1962. | 1968. | 1975. | 1982. | 1990. | 1999. | 2011. |
| ----- | ----- | ----- | ----- | ----- | ----- | ----- |
| 633   | 703   | 934   | 1.474 | 1.700 | 1.806 | 1.856 |

График промене броја становника у току последњих година